# Parlamentswahl in Mazedonien 2011
- SDSM: 42
- BDI: 15
- PDSH: 8
- RDK: 2
- VMRO: 56

Am 5. Juni 2011 fand in Mazedonien eine vorgezogene Wahl zum Parlament (mazedonisch Собрание, albanisch Kuvendi) statt. Die Opposition hatte seit dem Ende des Jahres 2010 eine Neuwahl gefordert und seit dem Jahresbeginn 2011 das Gesetzgebungsorgan des Landes boykottiert. Die Parlamentswahl zuvor fand 2008 statt.

## Ausgangslage
Am 28. Januar 2011 boykottierten die Sozialdemokraten (kurz SDSM) zusammen mit der albanischen Partei Neue Demokratie (kurz DR) und drei weiteren kleineren Parteien das Mazedonische Parlament auf unbestimmte Zeit. Als Grund nannten sie, dass Ministerpräsident Nikola Gruevski (VMRO-DPMNE) seit einiger Zeit die Pressefreiheit im Land stark einschränke und dass er und seine Familie in Korruption vertieft seien. Seit zwei Jahren boykottierte zudem auch die Albanische Demokratische Partei (kurz PDSH) das Parlament. Mit der Nicht-Teilnahme dieser Parteien an zukünftigen Parlamentssitzungen sank die Anzahl der Abgeordneten der oppositionellen Parteien auf nur zwei, welche Unabhängige waren. Am 16. März boykottierte zudem die Demokratische Union für Integration (kurz BDI) die Parlamentssitzung, somit weitete sich der Boykott auch auf die Regierungsparteien aus.
Zuvor kehrte die PDSH wieder zurück ins Parlament und beendete ihren Boykott. Am 16. April wurde das Parlament aufgelöst; bis zu diesem Zeitpunkt wurden sämtliche Wahlgesetzreformen durchgeführt, die von der Opposition seit langem gefordert worden waren. Die Sozialdemokraten setzten ihren Boykott weiter fort.

## Wahlergebnisse
| Parteiname                                                                                               | Akronym    | Vorsitzender       | Ergebnis 2011 Abgeordnete / Prozent  | Veränderung zu 2008                        |
| --- | ---------- | ------------------ | ------------------------------------ | ------------------------------------------ |
| Innere Mazedonische Revolutionäre Organisation – Demokratische Partei für Mazedonische Nationale Einheit | VMRO-DPMNE | Nikola Gruevski    | 56 / 38,98 %                         | ▼ 7 / ▼ 9,56 %                             |
| Sozialdemokratische Liga Mazedoniens                                                                     | SDSM       | Branko Crvenkovski | 42 / 32,81 %                         | ▲ 15 / ▲ 9,17 %                            |
| Bashkimi Demokratik për Integrim                                                                         | BDI        | Ali Ahmeti         | 15 / 10,28 %                         | ▼ 3 / ▼ 2,54 %                             |
| Partia Demokratike Shqiptare                                                                             | PDSH       | Menduh Thaçi       | 8 / 5,89 %                           | ▼ 3 / ▼ 2,37 %                             |
| Rilindja Demokratike Kombëtare                                                                           | RDK        | Rufi Osmani        | 2 / 2,67 %                           | nicht teilgenommen, da erst 2011 gegründet |
| Neue Demokratie                                                                                          | DR         | Imer Selmani       | 0 / 1,78 %                           | ▼ 4 / spaltete sich von der PDSH ab        |
| Partei für eine europäische Zukunft                                                                      | PEI        | Fijat Canoski      | ging eine Koalition mit der SDSM ein | ▼ 1 / ▼ 1,47 %                             |

## Ablauf der Wahlen
Der Urnengang verlief sehr ruhig; es gab so gut wie keine Zwischenfälle. Jedoch meldete die nicht-staatliche Organisation MOST von einigen Unregelmäßigkeiten. So ging es vor allem um Wähler, die ihre Wahlzettel fotografierten und im Westen des Landes auch um die Abstimmung einzelner Wähler für mehrere Familienmitglieder. MOST war am Wahltag mit rund 3.700 Beobachtern präsent, welche bei rund 70 % der Wahllokale zugegen waren. Auch internationale Organisationen wie die ODIHR und die OSZE waren mit rund 300 Beobachtern anwesend.
Die Wahlbeteiligung lag im Gegensatz zur letzten Parlamentswahl um einiges höher. Laut der Staatlichen Wahlkommission nahmen bis 17.00 Uhr rund 53,86 % am Urnengang teil (2008: ca. 45 %, 2006: ca. 42 %). Regionale Unterschiede gab es vor allem zwischen dem Nordosten (über 61 %) und dem Nordwesten (etwa 42 %) des Landes, wo sie bei letzterem auch am niedrigsten war. Die Wahllokale schlossen um 19.00 Uhr.

## Regierungsbildung
Wie bei den letzten Wahlen werden auch in der nächsten Regierung Politiker der beiden Siegerparteien sitzen, sprich von der VMRO-DPMNE und der albanischen BDI. Nach zwei Wochen Gesprächen über die Regierungsbildung haben sich die zwei Parteien am 25. Juni auf ein Abkommen geeinigt. Es sieht vor, dass die BDI im Justiz-, Verteidigungs-, Umwelt- und Wirtschaftsministerium den Minister stellt. Zudem stellt die albanische Partei noch zwei stellvertretende Ministerpräsidenten. Die Versprechen des Parteivorsitzenden Ahmeti wurden somit nicht erfüllt, entweder den Parlamentspräsidenten zu stellen oder das Außen- oder Innenministerium zu leiten.
In der Opposition werden vorerst die SDSM (koaliert mit der PAE von Fijat Canoski), die PDSH und die RDK sitzen.

## Aktuelle Zusammensetzung
Seit dem 29. Juli Juni 2011 regiert in Mazedonien das neue Kabinett. Es besteht aus 22 Ministern, 13 von der VMRO-DPMNE, sieben entsendet die DUI sowie vier Minister ohne Geschäftsbereich, darunter ein Vertreter der Roma und einer der türkischen Minderheit.
Die aktuelle personelle Zusammensetzung und der Ressortzuschnitt der mazedonischen Regierung stellen sich wie folgt dar:
| Kabinett Nikola Gruevski – seit 29. Juli 2011 \| Amt \| Name \| Partei \| \| ----------------------------------------------------------------------------- \| ------------------------------------------------------- \| ---------- \| \| Premierminister \| Nikola Gruevski \| VMRO-DPMNE \| \| Vizepremierminister und Finanzminister \| Zoran Stavreski \| VMRO-DPMNE \| \| Vizepremierminister und zuständig für die Umsetzung des Ohrid Rahmenabkommens \| Musa Xhaferri \| DUI \| \| Vizepremierministerin, zuständig für Fragen der europäischen Integration \| Teuta Arifi \| DUI \| \| Vizepremierminister, zuständig für Wirtschaftsfragen \| Vladimir Peshevski \| VMRO-DPMNE \| \| Außenminister \| Nikola Poposki \| VMRO-DPMNE \| \| Verteidigungsminister \| Fatmir Besimi \| DUI \| \| Innenministerin \| Gordana Jankulovka \| VMRO-DPMNE \| \| Justizminister \| Bierim Bexheti \| DUI \| \| Minister für Transport und Kommunikation \| Mile Janakieski \| VMRO-DPMNE \| \| Wirtschaftsminister \| Valon Saraqini \| DUI \| \| Agrarminister \| Ljupcho Dimovski \| VMRO-DPMNE \| \| Gesundheitsminister \| Nikola Todorov \| VMRO-DPMNE \| \| Bildungsminister \| Panche Kralev \| VMRO-DPMNE \| \| Minister für Verwaltung und Information \| Ivo Ivanovski \| VMRO-DPMNE \| \| Minister für lokale Selbstverwaltung \| Nevzat Bejta \| DUI \| \| Kulturministerin \| Elizabeta Kancheska Milevska \| VMRO-DPMNE \| \| Arbeits- und Sozialminister \| Spiro Ristovski \| VMRO-DPMNE \| \| Umweltminister \| Abdilaqim Ademi \| DUI \| \| Minister ohne Geschäftsbereich \| Hadi Nezir, Neždet Mustafa, Vele Samak und Bil Pavleski \| \| |                                                         |            |
| Amt | Name                                                    | Partei     |
| Premierminister | Nikola Gruevski                                         | VMRO-DPMNE |
| Vizepremierminister und Finanzminister | Zoran Stavreski                                         | VMRO-DPMNE |
| Vizepremierminister und zuständig für die Umsetzung des Ohrid Rahmenabkommens | Musa Xhaferri                                           | DUI        |
| Vizepremierministerin, zuständig für Fragen der europäischen Integration | Teuta Arifi                                             | DUI        |
| Vizepremierminister, zuständig für Wirtschaftsfragen | Vladimir Peshevski                                      | VMRO-DPMNE |
| Außenminister | Nikola Poposki                                          | VMRO-DPMNE |
| Verteidigungsminister | Fatmir Besimi                                           | DUI        |
| Innenministerin | Gordana Jankulovka                                      | VMRO-DPMNE |
| Justizminister | Bierim Bexheti                                          | DUI        |
| Minister für Transport und Kommunikation | Mile Janakieski                                         | VMRO-DPMNE |
| Wirtschaftsminister | Valon Saraqini                                          | DUI        |
| Agrarminister | Ljupcho Dimovski                                        | VMRO-DPMNE |
| Gesundheitsminister | Nikola Todorov                                          | VMRO-DPMNE |
| Bildungsminister | Panche Kralev                                           | VMRO-DPMNE |
| Minister für Verwaltung und Information | Ivo Ivanovski                                           | VMRO-DPMNE |
| Minister für lokale Selbstverwaltung | Nevzat Bejta                                            | DUI        |
| Kulturministerin | Elizabeta Kancheska Milevska                            | VMRO-DPMNE |
| Arbeits- und Sozialminister | Spiro Ristovski                                         | VMRO-DPMNE |
| Umweltminister | Abdilaqim Ademi                                         | DUI        |
| Minister ohne Geschäftsbereich | Hadi Nezir, Neždet Mustafa, Vele Samak und Bil Pavleski |            |

Als Ziele seiner neuen Amtszeit kündigte Gruevski die Annäherung seines Landes an die EU und die NATO an, betonte aber vehement, dass er in Bezug auf den Namensstreit keine Änderung der mazedonischen Verfassung vornehmen möchte, und ein Kompromiss durch die mazedonische Bevölkerung abgesegnet werden muss.